# أري ولف
أري ولف (بالإنجليزية: Ari Wolfe)‏ هو معلق رياضي أمريكي، ولد في 7 يناير 1971 في فيلادلفيا في الولايات المتحدة.